# El Cuitaz
El Cuitaz är en ort i Mexiko.   Den ligger i kommunen Zirándaro och delstaten Guerrero, i den södra delen av landet, 250 km väster om huvudstaden Mexico City. El Cuitaz ligger 183 meter över havet och antalet invånare är 141.
Terrängen runt El Cuitaz är huvudsakligen kuperad. El Cuitaz ligger nere i en dal. Runt El Cuitaz är det glesbefolkat, med 11 invånare per kvadratkilometer. Närmaste större samhälle är La Quetzería, 2,1 km norr om El Cuitaz. I omgivningarna runt El Cuitaz växer huvudsakligen savannskog.